# Corporación de Fútbol de la Universidad de Chile
El Club Universidad de Chile és un club de futbol xilè de la ciutat de Santiago de Xile. És un dels clubs més importants a Xile, que manté una rivalitat històrica amb el Colo Colo.

## Història
El club va ser fundat el 24 de maig de 1927 amb el nom de Club Deportivo Universitario, després de la fusió de diversos clubs: Club Náutico Universitario, Internado FC (del Internado Nacional Barros Arana), Universitario d'Atletismo i Federación Universitaria. Els seus primers jugadors eren estudiants de la Universitat de Xile i formava part de la branca esportiva de la institució. Així fou fins al 1980 quan es decidí separar el club de futbol de la universitat, creant el CORFUCH per dirigir l'equip de futbol. A nivell esportiu el club declinà i arribà a baixar a segona divisió el 1988. El club guanyà la segona divisió el 1989 i retornà al màxim nivell futbolístic xilè.
La seva època més destacada la visqué entre 1959 i 1969, on el club guanyà sis títols xilens (59, 62, 64, 65, 67, 69) i l'equip fou conegut com el ballet blau, en referència al seu bonic joc.
El 2006 el club fou declarat en fallida. Els nous administradors imposats per la llei canviaren els símbols del club i intentaren transformar-lo en una empresa privada, en contra de la voluntat dels aficionats. El nou rector de la universitat, canvià la relació amb el club i permeté l'ús del nom i els símbols per l'entitat privada.
El 2011 el club va guanyar la Copa Sud-americana, convertint-se en l'equip amb el millor rendiment en la història d'aquest campionat.

## Palmarès
- 1 Copa Sud-americana: 2011
- 18 Lliga xilena de futbol: 1940, 1959, 1962, 1964, 1965, 1967, 1969, 1994, 1995, 1999, 2000, 2004-A, 2009-A, 2011-A, 2011-C, 2012-A, 2014-A, 2017-C
- 2 Torneo Metropolitano: 1968, 1969
- 6 Copa xilena de futbol: 1979, 1998, 2000, 2013, 2015, 2024
- 1 Copa Francisco Candelori: 1969
- 1 Lliga xilena de segona divisió: 1989
- 1 Supercopa xilena de futbol: 2015

## Jugadors destacats
- Clarence Acuña
- Felipe Seymour
- Faustino Asprilla
- Carlos Campos
- Rogelio Delgado
- Luis Eyzaguirre
- Flavio Maestri
- Rubén Marcos
- Luis Musrri
- Braulio Musso
- Sergio Navarro
- Rafael Olarra
- Manuel Pellegrini
- David Pizarro
- Leonardo Rodríguez
- Manuel Iturra
- Marcelo Salas
- Leonel Sánchez
- Eduardo Simián
- Jorge Socías
- Jorge Spedaletti
- Walter Montillo
- Rodrigo Tello
- Eduardo Vargas
- Matías Rodríguez
- Sergio Vargas
- Mauricio Pinilla

## Evolució de l'uniforme

### Clubs fundadors
| Federación Universitaria | Internado F.C. |

### Uniformes de la U
| (1934 - 1958) | (1959 - 1991) | (1992 - 1995) | (1996) | (1997 - 1998) | (1999 - 2001) | (2001 - 2002) | (2003 - 2005) | (2006) |